# 中國建設銀行大廈

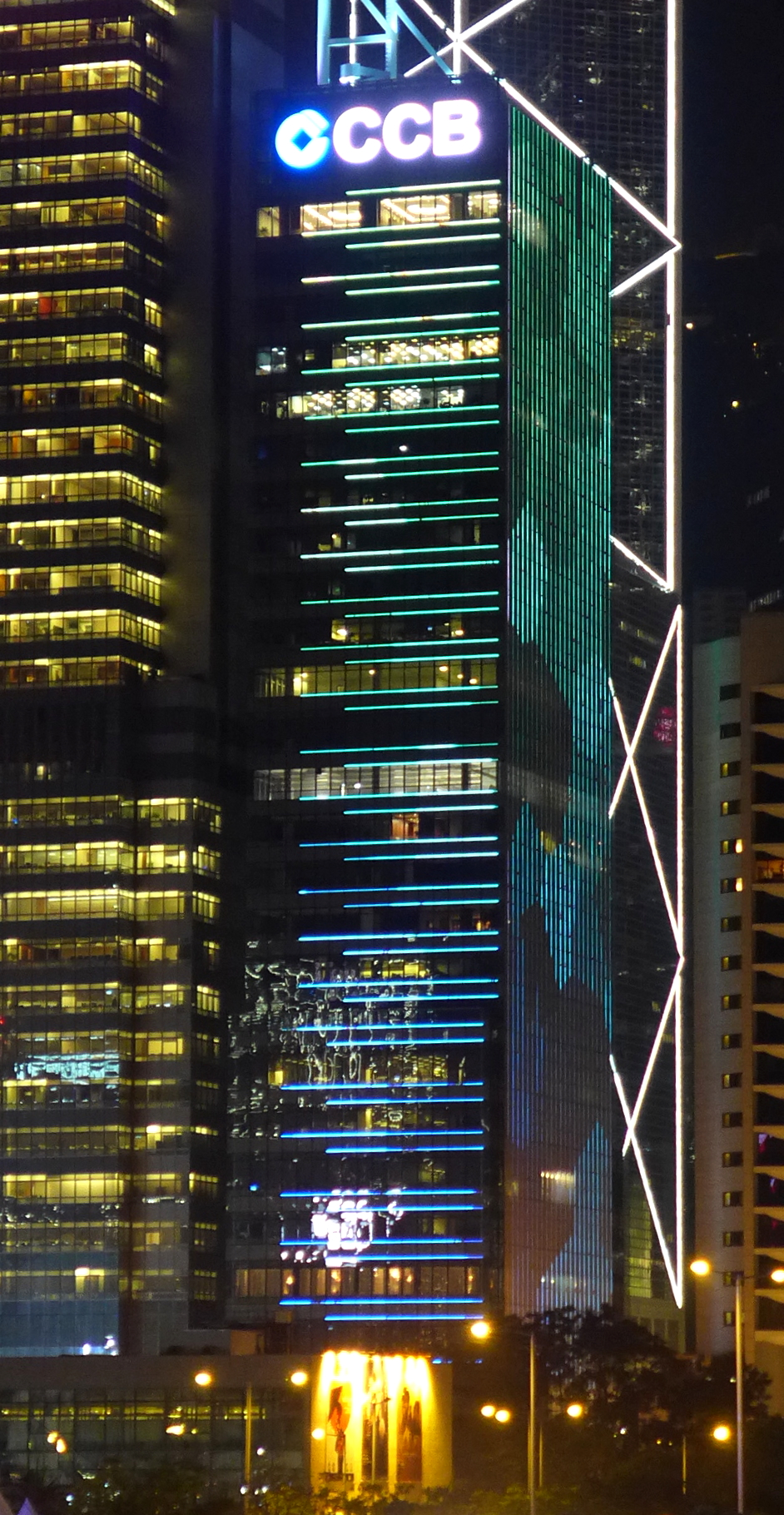
晚上的中國建設銀行大廈

中國建設銀行大廈（英語：CCB Tower），位處於香港中環干諾道中3號（香港會所大廈與友邦金融中心之間），是摩天甲級寫字樓，由麗新集團及中國建設銀行共同發展。大廈樓高26層，由Aedas負責建築設計，保華建業負責承建，原址為香港麗嘉酒店，於2012年12月啟用，現時大部分樓層均為中国建设银行及其子公司的總辦事處所使用。

## 背景資料
大廈最初分為南北兩塊獨立地塊，分別為1967年落成，由前大馬首富邱德拔發展的壽德隆大廈（Sutherland House，曾為香港外國記者會總部）及1950年落成，由大東電報局持有的水星大廈（Mercury House），其中壽德隆於1970年上市後，1972年易名為亞洲置地並出售大廈業權，輾轉由金門建築、長江實業（1977年）、太古洋行（1978年）、印尼財團（1985年）及日本高爾夫球會GGS（1986年）持有。另一邊廂，大東電報局為發展IDD業務，水星大廈已無從擴建，除要籌集經費重建過時的機樓（例如上環及旺角機樓），還先後興建灣仔電訊大廈（1972年）及國際電信大廈（1981年），遂興建銅鑼灣禮頓道的東區機樓大廈以配合新增的需求。東區機樓大廈於1988年落成並交付予香港電訊，次年6月5日揭幕，水星大廈亦正式騰空。至於壽德隆及後亦牽涉一些法律訴訟，市場上對之存有負面印象，最終GGS於1988年4月引入麗思卡爾頓酒店整合兩個地皮重新發展，但由於要配合東區機樓大廈交付，最終壽德隆大廈聯同水星大廈雙雙於1989年初清拆，重建為香港麗嘉酒店，項目原訂於1991年落成，但GGS於1990年財困，工程頻臨爛尾，遂由麗新集團接手，1993年開幕。禍不單行的是，香港麗嘉酒店於1998年至2002年間亦捲入一宗涉及人命事故的民事訴訟，加上中區商廈樓面短缺，間接導致酒店於2008年2月1日結業，但事隔3年後，麗思卡爾頓酒店卻在環球貿易廣場最頂15層重開，並於2011年3月29日正式開幕。2025年7月，麗新集團計畫出售建行大廈的50%股權。

## 租戶及用戶
- 中国建设银行、中國建設銀行（亞洲）、建银国际（1樓、3樓、6-12樓、15-16樓、19-23樓及25-30樓）
  - 中國建設銀行（亞洲）（1樓、21樓及28樓）
  - 建银国际（6-9樓、11-12樓、15-16樓及26-27樓）

## 圖集

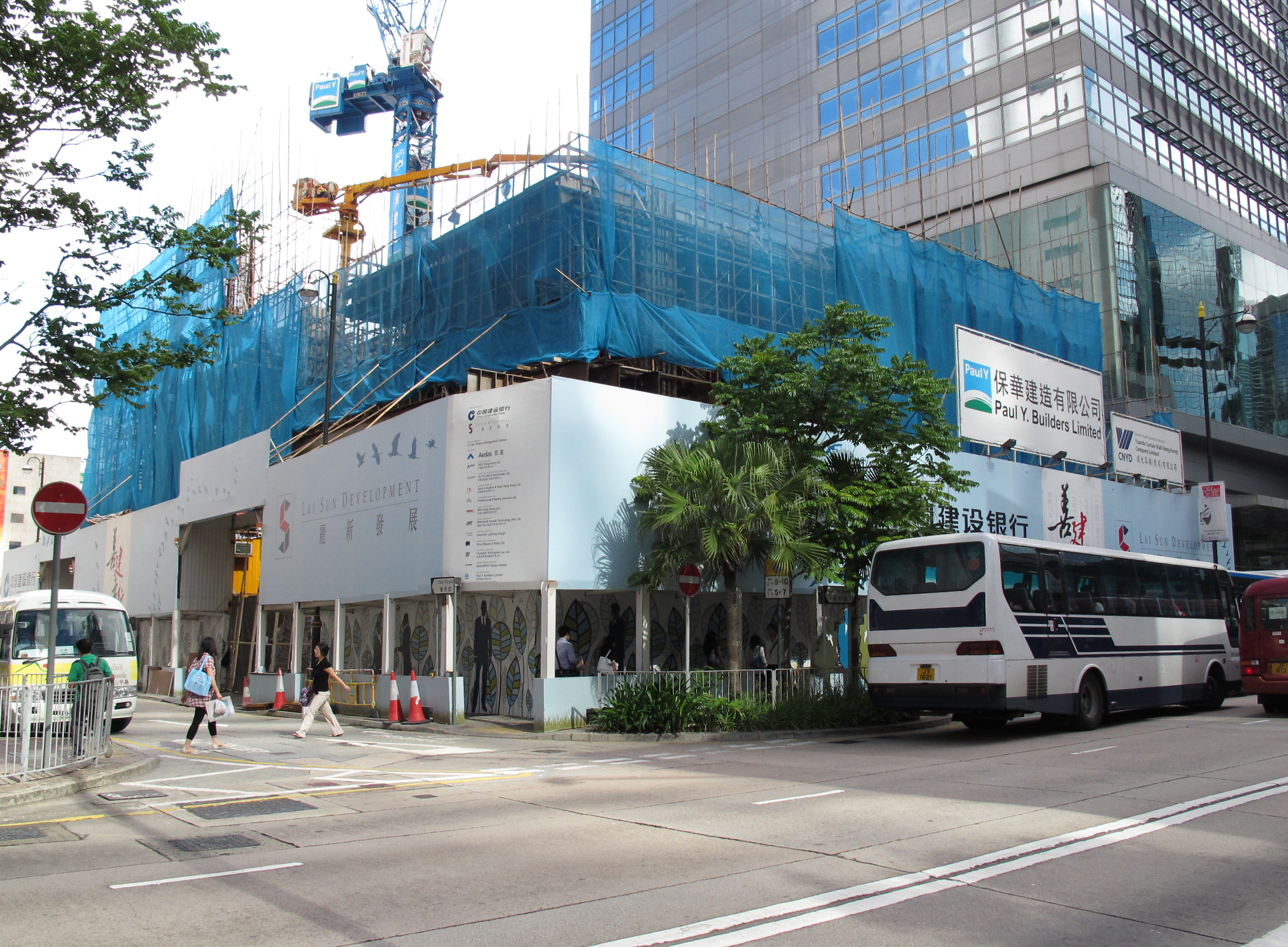
興建中的中國建設銀行大廈 （2011年6月）
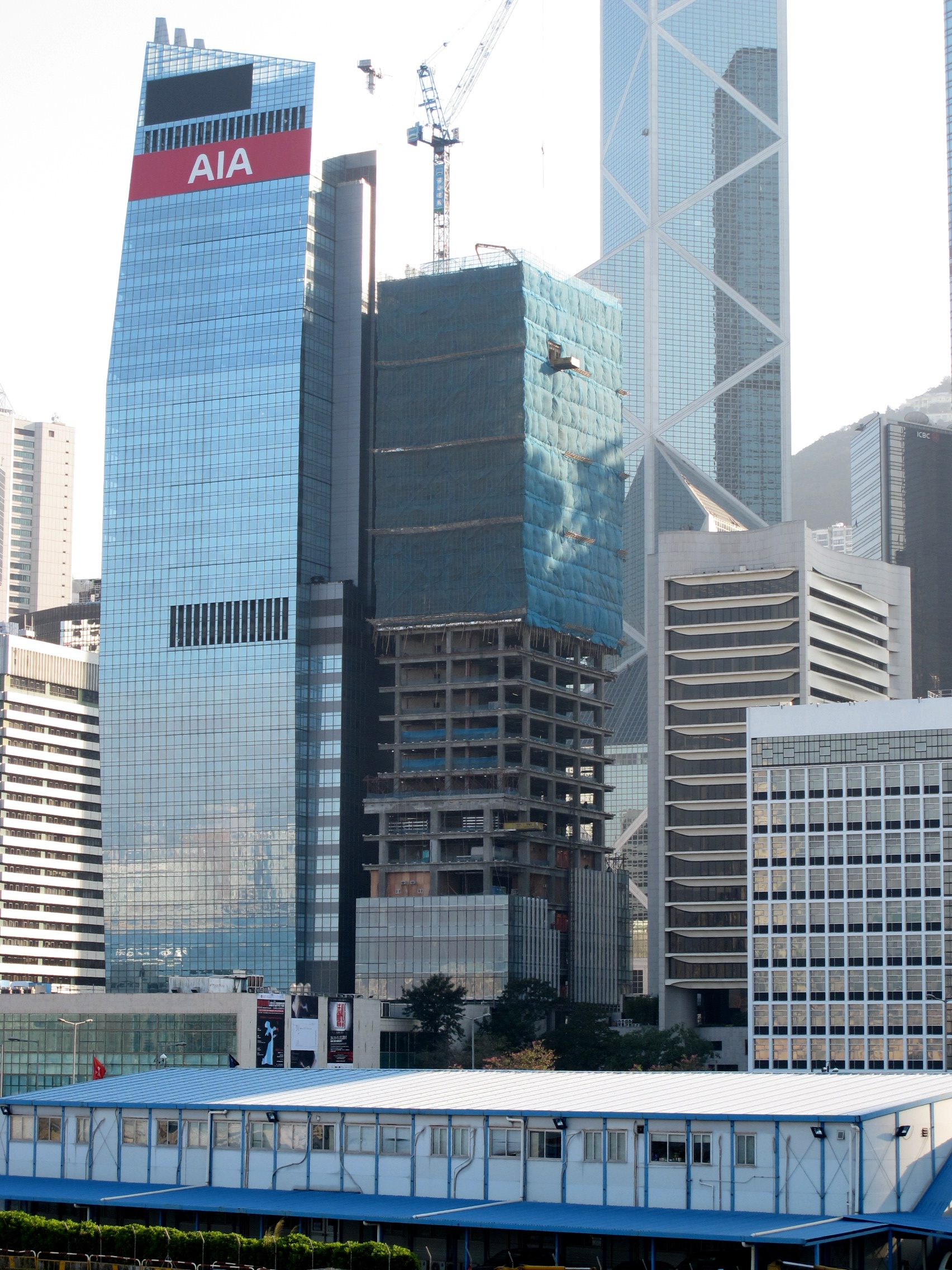
興建中的中國建設銀行大廈 （2011年12月）
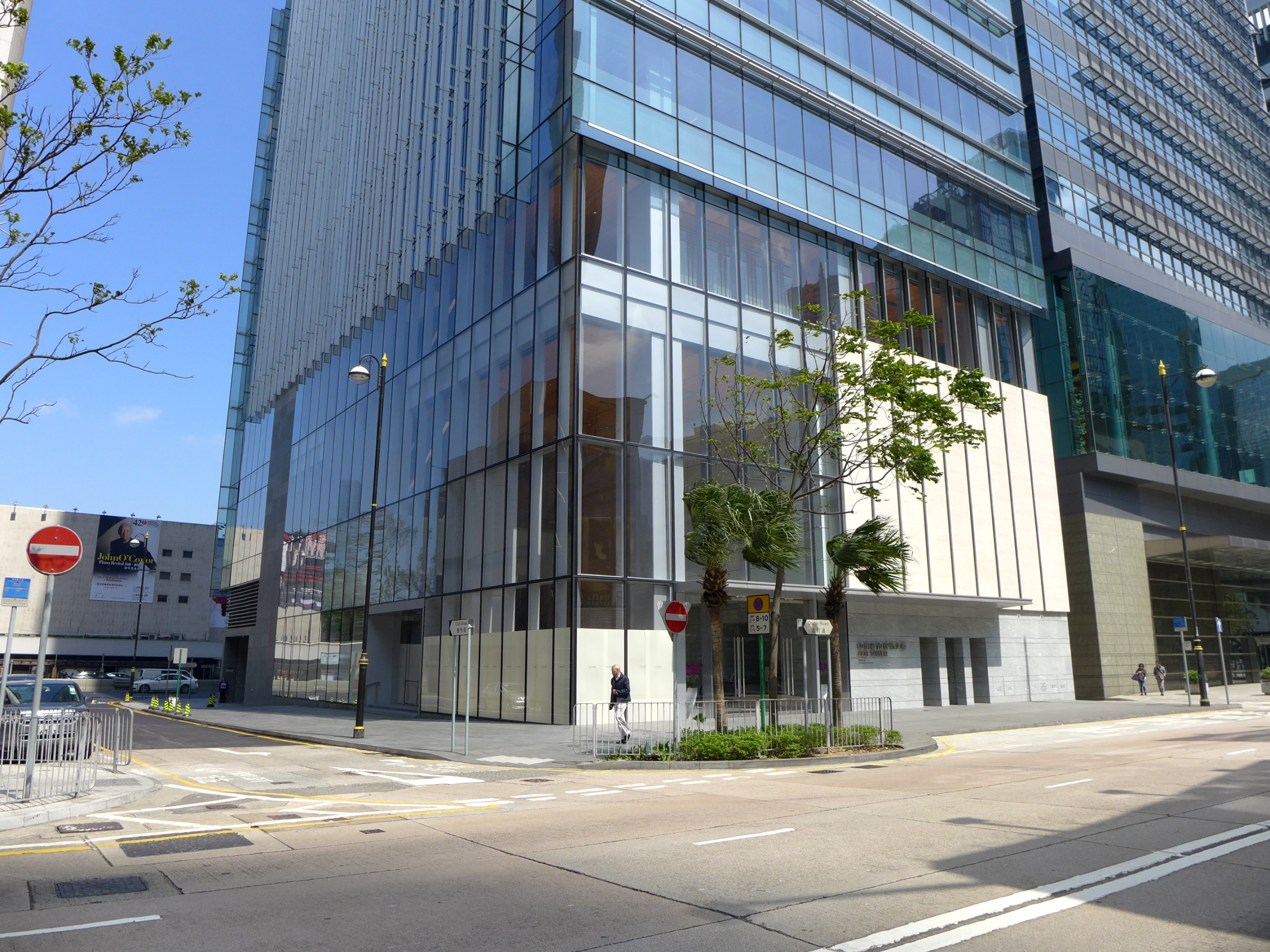
中國建設銀行大廈基座
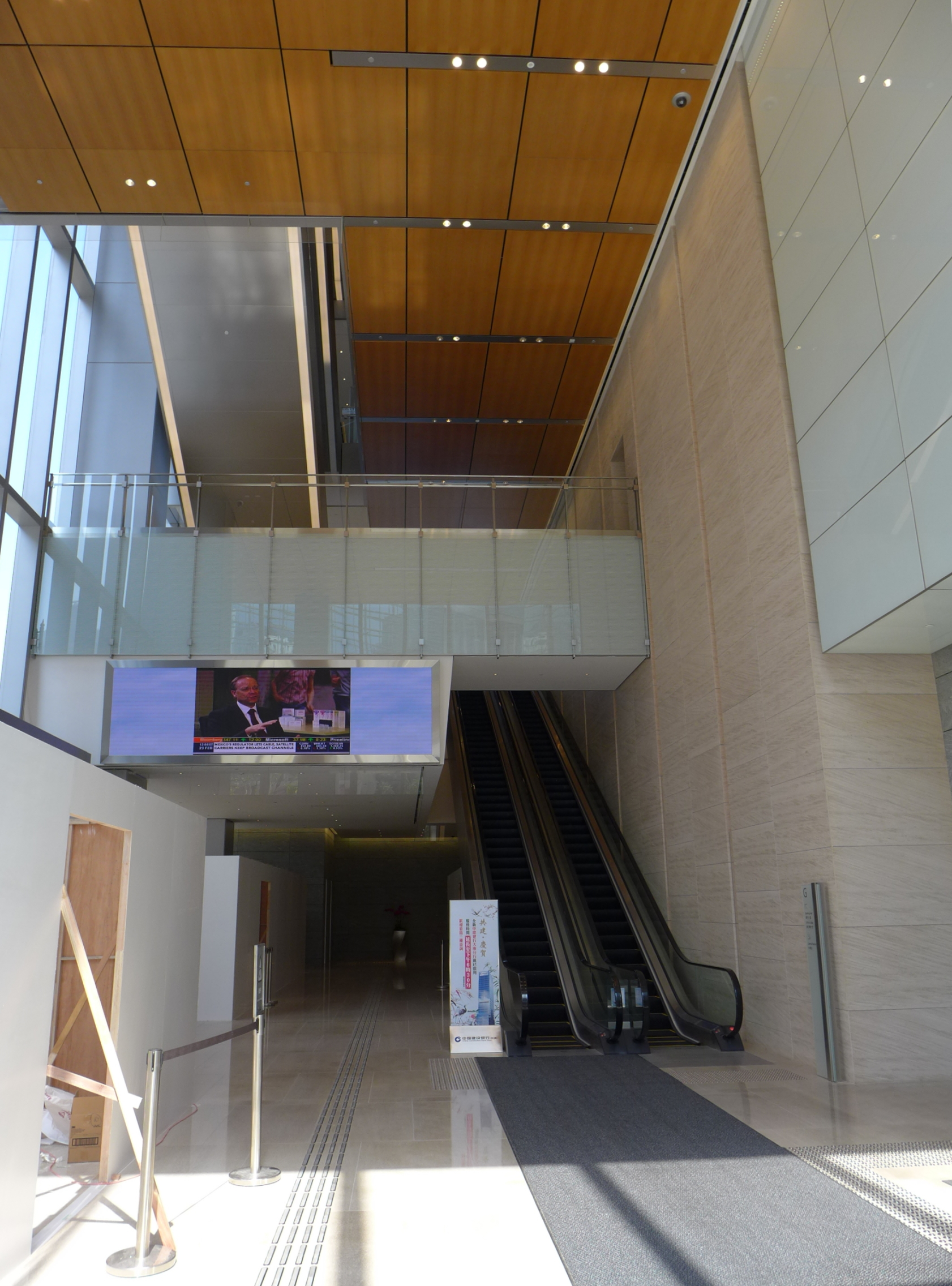
大廈入口大堂
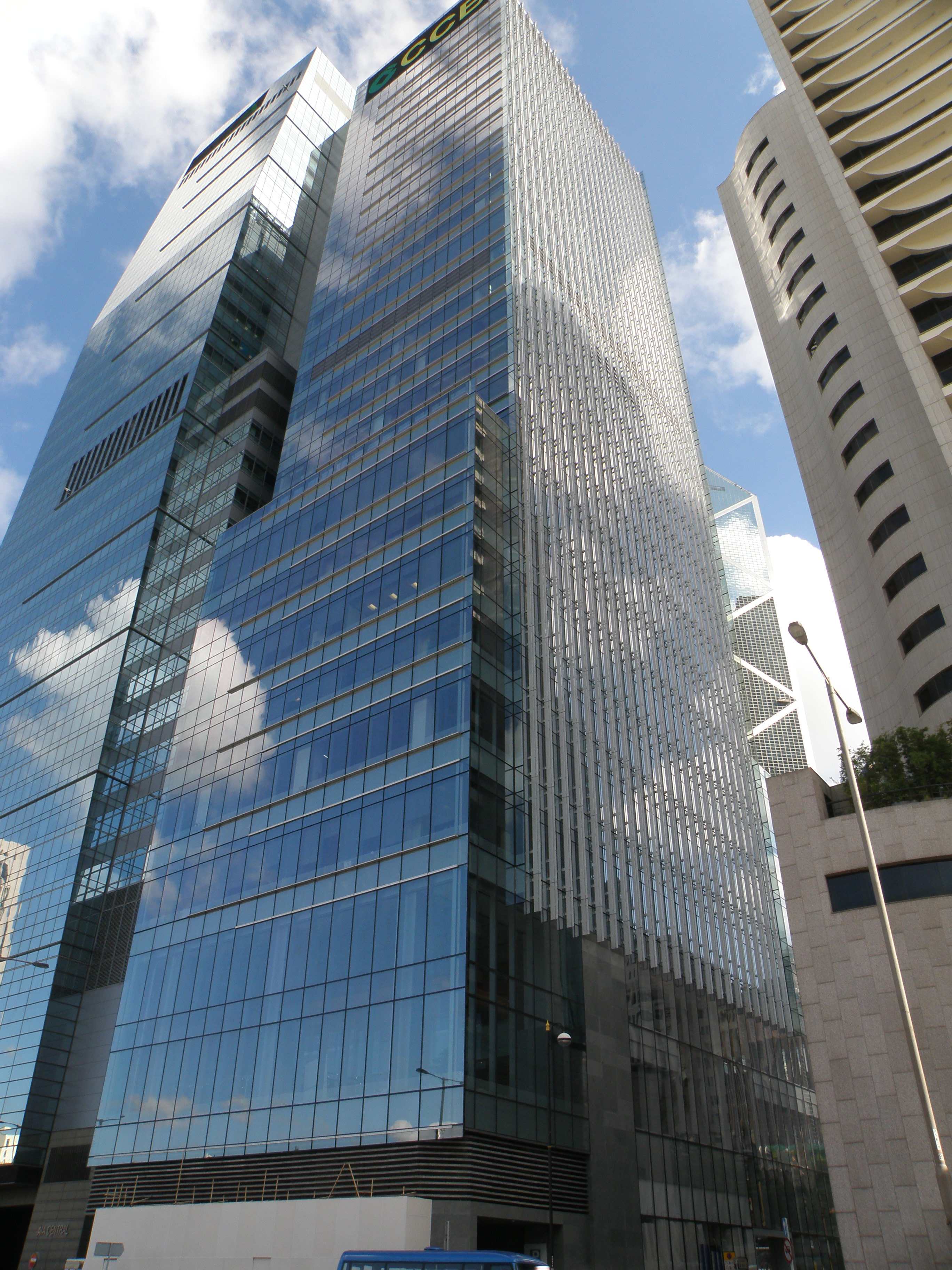
大廈外貌